# Luigi Bianchi

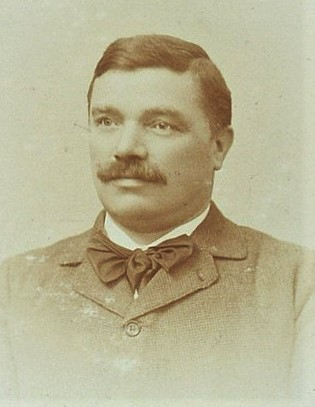
Luigi Bianchi

Luigi Bianchi (* 18. Januar 1856 in Parma; † 6. Juni 1928 in  Pisa) war ein italienischer Mathematiker, der sich vor allem mit Differentialgeometrie beschäftigte.

## Leben
Er studierte in Pisa bei Enrico Betti und Ulisse Dini zusammen mit seinem Freund Gregorio Ricci-Curbastro, der ebenfalls ein bedeutender Differentialgeometer werden sollte und auch ein späterer Kollege in Pisa war. 1877 schloss er sein Studium mit Auszeichnung ab. Nach seiner Promotion ging er an die Universitäten von München und zu Felix Klein nach Göttingen. 1881 wurde er Professor an seiner Hochschule in Pisa, der Scuola Normale Superiore, wo er 1890 eine volle Professur erhielt. Einer seiner Schüler war Guido Fubini.

## Werk
1898 klassifizierte er die dreidimensionalen Liegruppen von Isometrien (Abstands-erhaltende Abbildungen) Riemannscher Mannigfaltigkeiten (und damit die dreidimensionalen reellen Liealgebren). Diese neun Gruppen spielten auch später eine Rolle in der Symmetrie-Klassifikation von kosmologischen Lösungen der Allgemeinen Relativitätstheorie (Bianchi-Räume). 1902 entdeckte er die Bianchi-Identitäten für den Riemannschen Krümmungstensor (die anscheinend schon Ricci 1880 entdeckte, was aber auch für ihn selbst in Vergessenheit geraten war), die ebenfalls eine Rolle in der Allgemeinen Relativitätstheorie spielen (sie drücken die Energieerhaltung aus). Bianchi beschäftigte sich auch mit Zahlentheorie, wo die Bianchi-Gruppen nach ihm benannt sind (das Analogon der Modulgruppe über dem Ring der ganzen Zahlen in imaginärquadratischen Zahlkörpern {\displaystyle \mathbb {Q} ({\sqrt {-d}})}, die projektive spezielle lineare Gruppe {\displaystyle PSL_{2}(O_{d})}).

## Ehrungen, Herausgeberschaft und Mitgliedschaften
Bianchi war seit 1887 korrespondierendes Mitglied der Accademia dei Lincei und wurde 1893 zum Vollmitglied (socio nazionale) gewählt. Er gab lange Zeit die Annali di Matematica heraus. 1924 wurde er Senator. Er war Ehrenmitglied der London Mathematical Society, seit 1920 korrespondierendes Mitglied der Académie des sciences sowie seit 1924 der Göttinger Akademie der Wissenschaften. 1911 wurde er als korrespondierendes Mitglied in die Russische Akademie der Wissenschaften aufgenommen. 1924 wurde er als assoziiertes Mitglied in die Académie royale des Sciences, des Lettres et des Beaux-Arts de Belgique gewählt.

## Veröffentlichungen (Auswahl)
- Lezioni di geometria differenziale, 3 Bde., Pisa 1894, 1902, 1909, Online, 3. Auflage 1922/23
- Vorlesungen über Differentialgeometrie, Leipzig 1899
- Bianchis Vorlesungen über Substitutionsgruppen, analytische Geometrie und Funktionentheorie in Cornell historical math monographs
- Lezioni sulla teoria dei gruppi di sostituzioni e delle equazioni algebriche secondo Galois, Pisa 1900
- Lezioni sulla teoria dei gruppi continui finiti di trasformazioni, Pisa 1900
- Lezioni sulla teoria dei gruppi di sostituzioni e delle equazioni algebriche secondo Galois, Pisa 1899
- Lezioni sulla teoria dei gruppi continui finiti di trasformazioni, Pisa 1918
- Lezioni di geometria analitica, Pisa 1915
- Lezioni sulla teoria delle funzioni di variabile complessa e delle funzioni ellittiche, Pisa 1916
- Lezioni sulla teoria aritmetica delle forme quadratiche binarie e ternarie, Pisa 1912
- Lezioni sulla teoria dei numeri algebrici e principii di geometria analitica, Bologna 1923
- Geometrische Darstellung der Gruppen linearer Substitutionen mit ganzen complexen Coefficienten nebst Anwendung auf die Zahlentheorie, Mathematische Annalen, Band 38, 1891
- Sui gruppi di sostituzioni lineari con coefficienti appartenenti a corpi quadratici immaginarî, Mathematische Annalen, Band 40, 1892, S. 332–412, SUB Göttingen (Bianchi-Gruppe)
- Opere, Edizioni Cremonese, Rom, 11 Bände, 1952 bis 1959 (mit Bibliographie und Analyse seines wissenschaftlichen Werks in Band 1 von G. Scorza, Guido Fubini, A. M. Bedarida und G. Ricci)